# 라두 두다

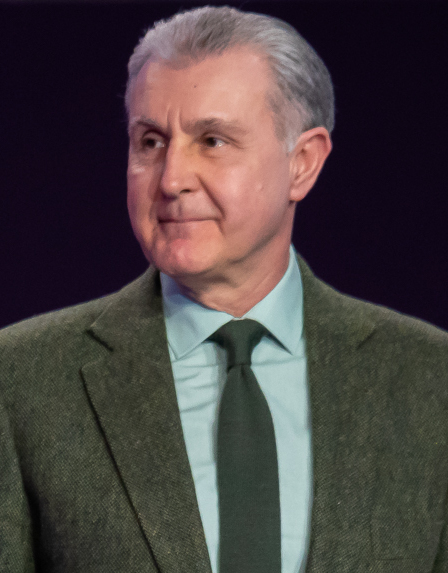
라두 두다

라두 두다(Radu Duda, 1960년 6월 7일 ~ )는 루마니아의 마르가레타의 남편으로, 루마니아 가문의 수장이자 전 루마니아 왕위 계승자로 논란이 되고 있다. 1999년 1월 1일, 그는 호엔촐레른 가문의 지그마링겐 가문의 수장인 프리드리히 빌헬름 호엔촐레른 왕자로부터 "호엔촐레른베링겐 왕자"라는 칭호가 아닌 "호엔촐레른베링겐 왕자"라는 칭호를 받았다. 그는 또한 자신을 "라두 호엔촐레른베링겐두다"라고 불렀다. 2007년부터 그의 법적 이름이 "라두 두다"에서 "라두 알 로마니 두다"로 변경된 이후, 라두는 더 이상 호엔촐레른이라는 칭호를 사용하지 않는다. 2007년 12월 30일 전 국왕 미하이 1세가 선포한 루마니아 왕실의 기본 규칙은 2005년 1월 5일에 미하이 왕이 그에게 준 "루마니아 왕자"라는 칭호와 함께 라두에게 "루마니아 왕자"라는 칭호를 부여했다.